# Districte d'Entremont

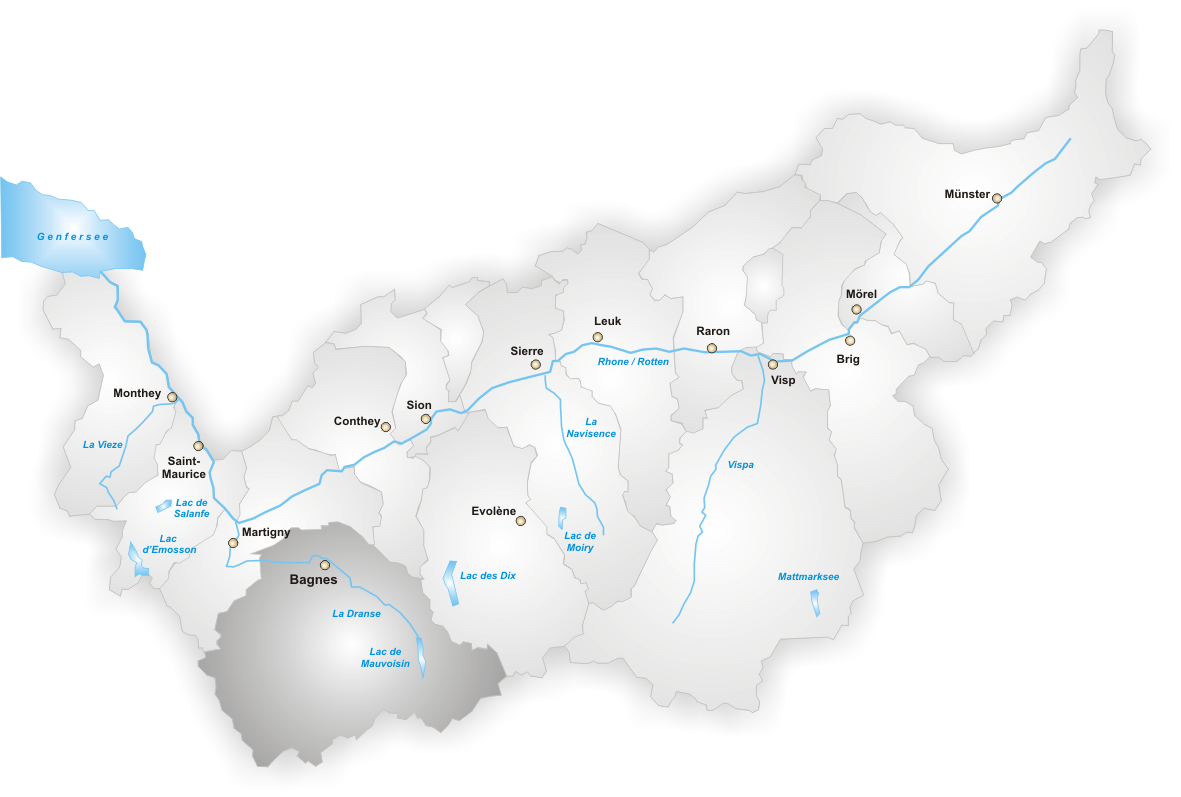
El Districte de Entremont

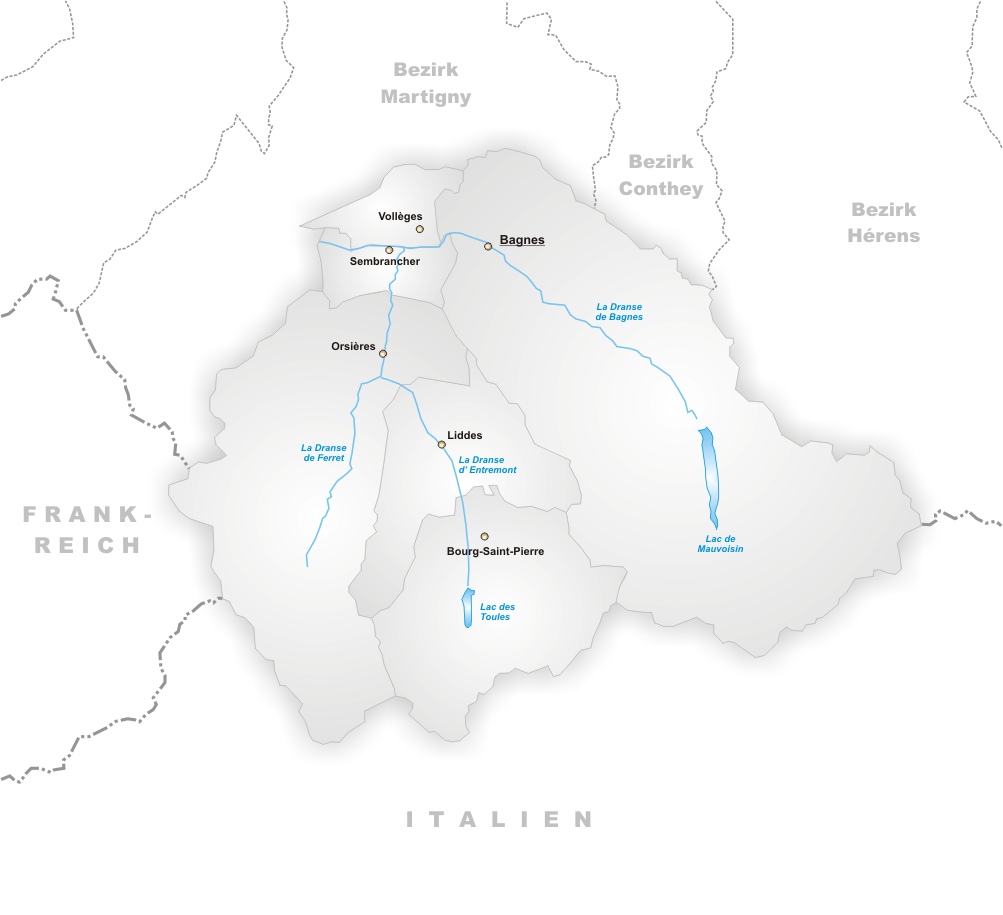
El districte d'Entremont

El districte d'Entremont és un districte del cantó de Valais, a Suïssa, a la part francòfona del cantó. Està compost per sis municipis, ocupa una extensió de 633,2 km² i té 13276 habitants (cens de 2006). El cap del districte és la ciutat de Sembrancher.

## Municipis
- 1934 - Bagnes
- 1946 - Bourg-Saint-Pierre
- 1945 - Liddes
- 1937 - Orsières
- 1933 - Sembrancher
- 1941 - Vollèges